# Ялова Анастасія Русланівна
Анастасія Русланівна Ялова (народилася 4 березня 1995 року) —  українська фігуристка. Вона представляла Україну на Зимовій Універсіаді 2013 і Зимовій Універсіаді 2015.

## Змагання
JGP: Гран-прі з фігурного катання серед юніорів
| Міжнародні                            | Міжнародні | Міжнародні | Міжнародні | Міжнародні | Міжнародні | Міжнародні |
| Події                                 | 09–10      | 10–11      | 11–12      | 12–13      | 13–14      | 14–15      |
| ------------------------------------- | ---------- | ---------- | ---------- | ---------- | ---------- | ---------- |
| Українське Відкриття                  | 12-е       |            |            |            |            |            |
| Зимова Універсіада                    | 19-е       | 28-е       |            |            |            |            |
| Міжнародні: Юніор                     |            |            |            |            |            |            |
| JGP Велика Британія                   | 22-е       |            |            |            |            |            |
| JGP Франція                           | 27-е       |            |            |            |            |            |
| Національні                           |            |            |            |            |            |            |
| Чемпіонат України з фігурного катання | 7-е        | 7-е        | 9-е        | 4-е        | 6-е        | 7-е        |
| Чемпіонат України з фігурного катання | 3-є        | 6-е        | 4-е        | 5-е        |            |            |
| Ю = Рівень юніор                      |            |            |            |            |            |            |